# Radciîha, Katerînopil
Radciîha (în ucraineană Радчиха) este o comună în raionul Katerînopil, regiunea Cerkasî, Ucraina, formată numai din satul de reședință.

## Demografie
Componența lingvistică a comunei Radciîha
     Ucraineană (97,08%)
     Rusă (2,72%)
     Alte limbi (0,19%)
Conform recensământului din 2001, majoritatea populației comunei Radciîha era vorbitoare de ucraineană (97,08%), existând în minoritate și vorbitori de rusă (2,72%).